# Memórias, Crônicas e Declarações de Amor
Memórias, Crônicas e Declarações de Amor (Textos, Provas e Desmentidos)  é o quarto álbum de estúdio da artista musical brasileira Marisa Monte. O seu lançamento ocorreu em 11 de maio de 2000, quase cinco anos após o bem-sucedido Verde, Anil, Amarelo, Cor-de-Rosa e Carvão (1994),  por meio das editoras discográficas EMI, Phonomotor e Blue Note. Após liberar Barulhinho Bom: Uma Viagem Musical (1996) — em que mesclava faixas inéditas com outras gravadas em estúdio —, Monte dedicou os anos seguintes a explorar seus talentos musicais em outras vertentes, além do canto. Nessa direção, ela atuou como produtora musical de Omelete Man, segundo disco de estúdio de Carlinhos Brown, e de Tudo Azul, álbum da Velha Guarda da Portela, que foi aclamado pela crítica. Ao passo em que começou a desenvolver novas canções para seu próximo projeto inédito.
Musicalmente, a mídia notou que Memórias diferenciou-se de seus lançamentos anteriores por se inclinar mais para uma sonoridade pop e de maior apelo popular até então, embora ainda continue influenciado por uma variedade de gêneros característicos de seu repertório, como o samba, contendo menos influências puras de música popular brasileira. A sua instrumentação também difere dos trabalhos anteriores por apresentar a contribuição de Monte nas guitarras e baterias e por dar maior ênfase a guitarras e surdos, além de conter cordas, baixo, cavaco e pandeiro. Descrito como um álbum romântico e pessoal, suas letras tratam, majoritariamente, de relacionamentos amorosos, bem como questões éticas. As gravações do projeto ocorreram em 1999, em estúdios do Brasil e Estados Unidos, com a sua produção musical ficando a cargo da intérprete ao lado de seu colaborador de longa data, Arto Lindsay. Ela, ainda, assina a autoria da maior parte das treze faixas que compõem o trabalho, sendo uma sozinha e outras em parceria com Carlinhos Brown e Arnaldo Antunes, além de regravações de Paulinho da Viola e Tim Maia.
Memórias recebeu análises díspares dos críticos de música contemporânea, que elogiaram a participação de Monte em sua produção, bem como sua qualidade sonora, enquanto outros o sentiram como uma regressão musical. Adicionalmente, rendeu à intérprete duas indicações ao Grammy Latino nas categorias de Melhor Álbum de Pop Contemporâneo Brasileiro e Melhor Canção em Língua Portuguesa, vencendo a primeira, e foi reconhecido pela MTV Brasil como um dos 55 melhores discos pop brasileiros da década de 2000. Também obteve uma recepção comercial positiva, onde atingiu a primeira colocação da tabela de vendas de álbuns da Nelson Oliveira Pesquisa e Estudo de Mercado (NOPEM) com 500 mil unidades adquiridas em seu primeiro mês. Recebendo, mais tarde, uma certificação de diamante pela Pro-Música Brasil (PMB), ao alcançar 1 milhão de unidades comercializadas.
Três singles foram lançados a partir de Memórias, "Amor I Love You", "O Que Me Importa" e "Gentileza", com o primeiro tornando-se o mais bem-sucedido deles, atingindo a vice-liderança entre as dez canções mais executadas nas rádios brasileiras. O vídeo musical da canção recebeu uma recepção positiva e conquistou o prêmio de Videoclipe de MPB durante a sexta edição dos MTV Video Music Brasil. O disco obteve poucas ações de promoção, sendo majoritariamente divulgado através de sua quarta turnê mundial, a Turnê Memórias, que visitou a América do Sul e do Norte, além da Europa ao longo de 2000 e 2001, totalizando 150 concertos, e foi registrada no álbum de vídeo homônimo; esse último também foi recebido bem no modo comercial, rendendo outro certificado de diamante para a artista.

## Antecedentes
Em julho de 1994, Monte lançou seu segundo álbum de estúdio Verde, Anil, Amarelo, Cor-de-Rosa e Carvão. O projeto mostra a cantora acrescentando novos colaboradores em seu trabalho, como Carlinhos Brown, tendo Laurie Anderson e Philip Glass como convidados enquanto mantinha sua parceria com Arto Lindsay. Vendendo mais de 1 milhão de cópias em todo o país até 2000, o projeto provou que ela não era uma cantora de um sucesso efêmero e foi capaz de estabelecê-la com uma grande permanência no mercado musical. Após o seu lançamento, Monte embarcou em uma longa turnê de apoio, cujo concerto de 14 e 15 de outubro de 1995, no Teatro Carlos Gomes, Rio de Janeiro, deu origem à Barulhinho Bom: Uma Viagem Musical; um álbum duplo, mescla faixas gravadas ao vivo com outras em estúdio, sendo algumas inéditas e outras regravações e marcado por uma aproximação ainda maior com o mundo do samba carioca, dos velhos sambistas da escola de samba Portela ao samba sofisticado dos Novos Baianos. Sua arte gráfica, criada por Carlos Zéfiro, causou controvérsia por apresentar um desenho de uma mulher com os seios expostos. Com esta digressão, a musicista ampliou sua popularidade internacional, participando dos maiores festivais do verão europeu e se apresentando para grandes plateias nos Estados Unidos e pela primeira vez no Japão. Em seguida ela afirmou-se como produtora, assinando a produção musical de Omelete Man, segundo disco de estúdio de Brown, e recebeu críticas consagradoras por Tudo Azul, da Velha Guarda da Portela; neste último documentando uma das mais sólidas vertentes da música brasileira e revelando o mundo do samba tradicional para as novas gerações.

## Desenvolvimento e gravação
Em paralelo ao seu trabalho em Tudo Azul, Monte começou desenvolver canções para seu novo álbum. Nesse processo, ela se uniu a vários colaboradores de longa data, como Brown e Antunes; ao lado de ambos, ela desenvolveu seis faixas que compõe o trabalho. A artista apontou seu apreço e afinidade com as habilidades da dupla como justificativa para mantê-los em seu trabalho. Outra contribuição mantida foi a de Lindsay, que pela quarta vez assinava a produção musical de um de seus álbuns; ela explicou que ambos eram "grandes parceiros, tanto técnica quanto esteticamente". Ela também comentou, ao Jornal do Brasil, como funcionou o processo de composição: "As vezes faço letra e divido com o Carlinhos e o Arnaldo, como em "Água Também É Mar". Mas também sou capaz de musicar poemas [...] Apesar de compor com o violão e conhecer harmonia meu instrumento é a melodia". Com Brown, a artista dividiu a composição de "Amor I Love You", "Tema de Amor", "Água Também É Mar" e "Não É Fácil", as duas últimas a qual trouxe a contribuição adicional de Antunes, além de "Perdão Você" com Alaim Tavares. Antunes, por sua vez, assina, com a intérprete, "Não Vá Embora". Apenas uma faixa, "Gentileza", foi escrita unicamente pela intérprete.
Em entrevista para o Correio Braziliense, a Monte revelou que "Tema de Amor" foi criada para integrar Omelete Man mas acabaram redirecionado-a para Memórias. Ela ainda revelou que "Sou Seu Sabiá" foi feita por Caetano Veloso, a pedido de Lindsay, considerando ter sido "muito sensível da parte dele fazer uma música para mim sobre o ato de cantar". Já "Perdão Você" é "uma música antiga do Carlinhos, acho que tem uns dez anos". "Amor I Love You" ainda apresenta a participação de Antunes recitando o poema O Primo Basílio (1878), escrito pelo português Eça de Queiroz. A cantora explicou, dizendo: "A participação do Arnado aconteceu porque somos amigos e ele seria a pessoa indicada para ler a poesia da forma que eu queria". Uma das marcas contínuas da artista que também se faz presente no registro, são suas regravações de canções de Tim Maia. Dessa vez, ela escolheu registrar "O Que Me Importa", justificando que sempre a cantou para seus amigos em casa. As gravações do álbum estendeu-se por um período de seis meses — de setembro à novembro de 1999 — sendo realizada em três cidades de dois países diferentes; Rio de Janeiro e Salvador, no Brasil e Nova Iorque, nos Estados Unidos. A artista justificou que isso ocorreu porque os músicos que ela conhecia moravam nessas cidades. Para o disco, ela também decidiu se aventurar no âmbito instrumental, tendo contribuído com guitarras e violão para algumas faixas.

## Estrutura musical
"O novo disco é mais pop. Mas na sonoridade, não no conteúdo. É tão coloquial quanto o que fazia no começo. Não acho que há uma ruptura. É uma evolução natural [...] Cor-de-Rosa e Carvão era mais voltado para a sonoridade mais rústica da música brasileira. Era baseado na textura dos instrumentos populares e nas vozes. [...] Uma das marcas do novo trabalho é a sonoridade de soul e funk, obtida com percussão de grupo, com surdos virados".

—Monte falando sobre a sonoridade do álbum.

### Temas e influências
O conteúdo lírico de Memórias concentra-se majoritariamente em relacionamentos amorosos, o que fez a crítica o classificar como o disco mais romântico e pessoal de Monte. Por sua vez, a intérprete expressou não considerá-lo tão acessível, uma vez que considerava sempre ter gravado canções populares, dizendo ao jornal Folha do Sul; "O meu lado romântico se manifesta no sentido de imaginar um mundo melhor. O disco mostra um amor que fala do perdão, da gentileza, do amor à música e por trás de tudo isso o amor de uma forma mais ampla, que tem a ver com cidadania e ecologia, isso é muito romântico". Ela também descartou a ideia de classificá-lo como o seu registro mais pessoal, mas reconheceu que ele refletia seu estado de espírito naquele momento. Adonay Ariza, autor do livro Electronic: Samba - A Música Brasileira No Contexto Das Tendências Internacionais, descreveu o seu conteúdo como uma miscelânea de canções "sem grandes pretensões estéticas com um certo toque de romantismo piegas na medida certa do que o público brasileiro e ibero-americano gosta". Um tema subjacente que destoa desse tópico está especificamente presente na faixa "Gentileza", que trata do valor da sabedoria adquirida com experiências de vida. Monte explicou que o disco mostra um lado mais íntimo de sua personalidade que ela exibe em diferentes momentos de sua vida, bem como um "lado mais privado" dela. Comentando sobre os temas do álbum, ela disse:

"Não é uma exaltação cega do amor sentimentalóide. [...] Por trás de todo esse assunto do amor, existe o da solidão, que talvez seja o tema desse disco. É comum a todos nós. É uma loucura o I Love You, um "vírus" que chegou para mostrar a proporção da carência do ser humano".

Musicalmente, Memórias foi descrito como o disco de Monte com maior influência de música pop até então, bem como o mais palatável a ouvintes não familiarizados com sua obra. Em sua crítica Tarik de Sousa, do Jornal do Brasil, observou que apesar de ser "iniciada como uma 'cantora de MPB'", o disco mostrava Monte "acrescentando uma porção autoral de vocação pop" ao seu trabalho. Tavares atribuiu esse apelo comercial a sua instrumentação, que "há mais guitarras e bateria, [a musicista] vem menos percussiva". A este respeito, a intérprete confessou ao jornal O Globo que buscou "fazer pop com timbragem brasileira, por isso comecei a gravar em Salvador, usando surdos virados, sem bateria convencional". Outros instrumentos utilizados para formar a composição da obra foram guitarras, cordas, baixo, baterias, cavaco, pandeiro, piano e percussão. O uso acentuado da guitarra em algumas canções é um fator citado pela intérprete que o distingue de Verde, Anil, Amarelo, Cor-de-Rosa e Carvão. Apesar do apelo pop o álbum mantém, em menor escala, a presença de outros gêneros recorrentes nos trabalhos da artista como a música popular brasileira e o samba, além de novos elementos, como soul, rock e funk.

### Música e letras
O álbum abre com "Amor I Love You", que define o tom lírico e sonoro de toda a obra. A canção, descrita como a de maior influência da música pop em seu alinhamento, é uma típica balada amorosa que discorre sobre os sentimentos intensos e positivos associados ao amor e como ele pode transformar a vida de alguém de forma significativa. O verso "Isso me acalma / Me acolhe a alma / Isso me ajuda a viver" transmite a ideia de que esse sentimento é reconfortante e alcalma as preocupações da vida. Ele oferece um refúgio emocional onde a pessoa se sente segura e amada. No meio da música, Antunes é ouvido citando um trecho do poema O Primo Basílio (1878), escrito pelo português Eça de Queiroz.  Um editor do Diário do Grande ABC, sentiu que a faixa remete aos trabalhos dos grupos Kid Abelha e Sempre Livre. A seguinte é "Não Vá Embora". Em suas letras, o eu lírico destaca que, apesar de todas as adversidades e contratempos que poderiam ocorrer na vida, tudo funciona bem quando está com a pessoa amada. Seu refrão é uma súplica emocional para que esse amor não vá embora, pois a sua presença faz o eu lírico se sentir mais feliz mais desperto. É musicamente de orientação dance-rock e instrumentado por um violão de cordas de aço tocados pela própria intérprete, guitarras de Liminha e Davi Moraes e três surdos virados, além de percussão. "O Que Me Importa" é uma regravação do tema originalmente gravado pelo cantor Tim Maia em seu disco homônimo (1972). Liricamente, reflete a desilusão profunda da narradora em relação em seu interesse amoroso. Ela expressa a sensação de que o carinho e a adoração de seu amado agora não tem significado para ela, uma vez que relação se desfez e ela já não o ama mais. É apoiado por uma guitarra vanguardista tocada por Marc Ribot e uma orquestra de cordas. Em "Não É Fácil" a intérprete explora as dificuldades emocionais e complexidades de seguir em frente após um amor do passado. A letra transmite sentimentos de saudade, luta e o desejo de deixar ir. É composto por um violão e a guitarra executados por Monte, enquanto Moraes toca a bateria. "Perdão Você" é uma música reflexiva e introspectiva que explora os temas da autodescoberta, crescimento pessoal e o medo de perder a si mesmo e aos outros. Os violoncelos e a percussão são a base do arranjo.

"O profeta Gentileza era uma figura popularíssima no Rio, um andarilho que pregou por 40 anos nas ruas e espalhou escritos por pilares de viadutos. Um dia passei em frente e vi que haviam passado cal por cima do trabalho dele. Fiz a música imediatamente".

 —Monte explicando o significado por trás de "Gentileza".
A sexta canção, "Tema de Amor" apresenta uma exploração complexa do amor e do desejo. As letras sugerem um conhecimento profundo e compreensão de uma pessoa, tanto seus aspectos positivos quanto negativos. As linhas "Eu conheço todo jeito / Todo o vício, sem te tocar" indicam uma familiaridade com o caráter e comportamentos da pessoa, mesmo sem contato físico. É outra faixa na qual os surdos virados está presente em contraponto com a base erudita de violino, viola, violoncelo, flauta e clavinete. "Abololô" transmite o sentimento universal de saudade e de sentir falta de alguém que partiu. O refrão repetitivo "Abololô, abolocô" serve como uma expressão emocional, enfatizando a profundidade desse sentimento. É composto unicamente pelos vocais de Monte e o piano de João Donato. Memórias segue com a releitura do clássico samba "Para Ver as Meninas"; primeiramente gravado por Paulinho da Viola em seu registro autointitulado. Com instrumentação concretizada pelo trabalho de um cavaquinho, é uma música que explora o tema de buscar consolo e alegria em meio a lutas pessoais e desilusões amorosas. A letra expressa o desejo por uma breve fuga da dor e da autorreflexão, focando na simplicidade, no amor e na beleza dos momentos fugazes da vida. Outra regravação, "Cinco Minutos (5 Minutos)", foi registrada primeiramente por Jorge Ben Jor em seu disco A Tábua de Esmeralda (1974). Apresentando uma levada funk, mas com uns breques de free jazz, contém violão e flauta em sua instrumentação, enquanto seus versos retratam um pedido para alguém esperar apenas cinco minutos, apenas para essa pessoa sair sem reconhecer o pedido. A protagonista se sente profundamente afetada por isso, e a frase repetida "Pois você não viu" enfatiza que a pessoa que saiu não compreende verdadeiramente o impacto de suas ações.
A faixa seguinte, "Gentileza", expressa liricamente uma poderosa mensagem social e filosófica. A letra gira em torno da ideia da perda de gentileza e compaixão no mundo atual. A repetição dos versos "Apagaram tudo, pintaram tudo de cinza" sugere o apagamento de expressões vibrantes e significativas na sociedade. A menção da palavra "muro" sendo coberto de tinta indica a supressão da liberdade de expressão e a diminuição da presença de arte e mensagens significativas em espaços públicos. "Água Também É Mar" explora a interconexão dos elementos na natureza e a importância da paciência e da resiliência ao enfrentar os desafios da vida. A letra enfatiza a conexão entre a água e o mar, sugerindo que até corpos menores de água, como a chuva ou um rio, fazem parte do todo maior. Isso destaca a ideia de que tudo está interconectado e compartilha uma origem comum. A seguinte, "Gotas de Luar" explora temas de amor não correspondido, saudade e a dor de segurar um amor que não é reciprocado. Nos versos, o narrador expressa o desejo de roubar o luar refletido nos olhos de seu amado. Memórias, Crônicas e Declarações de Amor é encerrado com "Sou Seu Sabiá". Nessa faixa é transmitido temas de amor, conforto e apoio. A letra fala sobre ser uma fonte de consolo e segurança para alguém em momentos de angústia e vulnerabilidade, enquanto a sua melodia é concretizada através do piano de Donato e também com instrumentos de cordas e metais.

## Arte, título e lançamento

O encarte de Memórias é acompanhado por imagens registradas em uma câmera com 2,1 megapixels, onde Monte aparece realizando diversas atividades, como falando ao telefone (foto).

Memórias, Crônicas e Declarações de Amor, como o próprio título sugere, é nomeado como resultado das reflexões de Monte sobre o amor e todos o contexto literário que aborda esse sentimento; em entrevista à Tribuna da Imprensa, a artista se aprofundou em seu significado: "Acho que Memórias e Crônicas foi uma maneira que encontrei para refletir o caráter pessoal do meu trabalho. Não é que este disco seja mais pessoal que os outros. Mas acho que é um close sem maquiagem, que me mostra inteira [...] Declarações de Amor é o que faço em cada uma dessas músicas. É de amor que estou falando o tempo todo, de suas mais diferentes formas. É muito íntimo cantar para as pessoas e é muito íntimo fazer isso da maneira que eu faço". Disposta a sublinhar os laços com a literatura, Monte pediu a Leonardo Boff e João Ubaldo Ribeiro que escrevessem os textos de apresentação do CD. Assim, ao invés de divulgar releases no formato tradicional, a cantora enviou à imprensa textos em que os escritores discursavam sobre o amor.
As fotos do encarte e divulgação para o álbum foram fotografadas pela própria intérprete, em uma câmera com 2,1 megapixels, com intuito de refletir o lado intimo que ela buscava imprimi no projeto. A capa a mostra em um close-up com a mão no rosto sob um olhar avoado e longínquo. Na contracapa, é visto uma foto dos pés da artista descalços, enquanto o encarte incluí imagens do seu cotidiano, como em viagem, tomando banho, falando ao telefone, usando um tênis velho e surrado, acordando com o rosto inchado e deixando os objetos pessoais desorganizados. Em seu artigo sobre a obra, o acadêmico Rusvel Nantes observou que, ao aceitar expor momentos de sua vida privada para compor a identidade visual do trabalho em questão, criou-se uma contradição com a imagem pública reservada que a artista sempre cultivou ao longo de sua carreira. Para a Tribuna da Imprensa, a cantora explicou: "De alguma maneira, a fotografia é algo autobiográfico. Acho que acabou se transformando em uma extensão do próprio disco, que é um registro pessoal, um documento pessoal". Em entrevista à Trip, ela revelou as intenções que motivaram os autorretratos em Memórias:
| “ | Tem umas fotos do camarim, no show da Velha Guarda, em que estou maquiada. Mas tem muitas fotos de cara lavada, acordando de manhã, olho inchado. Acho isso legal, honesto, serve à desglamourização. A vida não é um palco. Minha vida é pé na estrada, isso é interessante de estar revelando. [...] Me diverti muito me mostrando às pessoas assim, em várias situações. No banho, na cama, no café da manhã [...] E isso é divertido porque é controlado. Por um lado não é uma invasão, não é invasivo, mas é íntimo, próprio, minha propriedade, é pessoal. E é voyeurístico, alimenta também um pouquinho esse lado. | ” |

Memórias foi lançado em 11 de maio de 2000, inicialmente no formato CD, através da Phonomotor Records — editora discográfica independente de propriedade de Monte — sob distribuição da EMI Brasil; enquanto nos Estados Unidos sua liberação só ocorreu em 15 de agosto, sob o título em inglês Memories, Chronicles And Declarations Of Love (Proofs, Texts and Denials), pela Blue Note. A primeira tiragem, de 15 mil exemplares, ganhou embalagem como de um songbook, com dezenas de fotos do encarte e algumas inéditas, posto à venda a partir de 15 do mesmo mês a um preço de 39 reais. O libreto recebeu, ainda, versão ampliada, que esteve em cartaz nas livrarias do Brasil. Em dezembro de 2021, por ocasião do seu 21º aniversário, a Phonomotor em parceria com a Polysom reeditou-o também para o formato vinil: porém, sem a inclusão de "5 Minutos".

## Recepção

### Crítica profissional
| Críticas profissionais          | Críticas profissionais |
| Avaliações da crítica           | Avaliações da crítica  |
| Fonte                           | Avaliação              |
| ------------------------------- | ---------------------- |
| Allmusic                        | [ 35 ]                 |
| Billboard                       | Positiva               |
| Correio Braziliense             | [ 37 ]                 |
| CliqueMusic                     | [ 38 ]                 |
| Folha de S.Paulo                | [ 39 ]                 |
| Jornal do Brasil                | Positiva               |
| Tribuna da Imprensa             | [ 12 ]                 |
| Wilson & Alroy's Record Reviews | [ 40 ]                 |

Memórias, Crônicas e Declarações de Amor foi recebido com críticas mistas à positivas pelos profissionais especializados, que elogiaram a participação de Monte em sua produção, bem como sua qualidade sonora, enquanto outros o sentiram como uma regressão musical. Alex Henderson, do banco de dados Allmusic, deu ao registro quatro estrelas de cinco, comentando que nele a musicista "preferiu se ater aos grooves pop, ao invés da forte adesão aos ritmos brasileiros ouvidos em alguns de seus discos anteriores", destacando as canções "Abololô" e "Para Ver As Meninas" como as poucas exceções desta regra. Na mesma linha, a equipe da revista estadunidense Billboard o classificou como o seu projeto mais "polido" e "eclético" até a data. Rodrigo Faour, do portal CliqueMusic, deu a obra duas estrelas de quatro, analisando que segue a mesma fórmula encontrada nos discos anteriores da musicista, em termos sonoros e líricos, complementando: "Tem a produção caprichosa-estilosa de Arto Lindsay, um punhado de canções com Carlinhos Brown e/ou Arnaldo Antunes, um samba das antigas e alguns corretos resgates da MPB [...] Se há algo curioso a se destacar [...] é a comovente simplicidade das cinco primeiras canções – o mais próximo da coesão estética em que ela chegou até hoje em disco". Hugo Sukman, do O Globo, sentiu que ao oposto de seus trabalhos anteriores, onde Monte apresentava maturidade artística além da sua idade, neste ela soava como uma cantora adolescente, acrescentando: "Tudo — do encarte com autorretratos e fotos de seus livros e momentos de simplicidade de falar de amor em canções francamente assobiáveis — parece compor uma cortina de quarto de menina". Ele cita "Para Ver as Meninas" como um eco de Verde, Anil, Amarelo, Cor-de-Rosa e Carvão e "Sou Seu Sabiá" como a que a artista ecoa como uma "adolescente com medo do mundo acabar sobre sua cama".
Tarik de Sousa, do Jornal do Brasil, também o recebeu de forma positiva, declarando que Memórias "reafirma com brilhantismo e delicadeza" a assinatura de Monte como uma grife, "do rigor do acabamento gráfico, sonoro e apresentação do produto à seriedade artística" da musicista. Sousa, ainda, observou que o produto a exibi "acrescentando uma porção autoral de vocação pop sempre acoplada a um culto ao passado desvinculado de anacronismos". Concluiu comentando que "Sou Seu Sabiá" é a faixa "que exalta ao mesmo tempo a arte do canto e a voz dessa cigarra com alma de formiga". Tatiana Tavares, periodista do Tribuna da Imprensa, premiou o registro com quatro estrelas máximas. Na análise, a autora elogia Monte por ter se interessando em contribuir para o campo instrumental e de escrita da obra, avaliando: "É claro que precisa se aprimorar, mas o começo já está indo muito bem". Em sua crítica na revista Manchete, Dirley Fernandes adjetivou o conteúdo do disco como uma grande "suíte romântica" e nomeou "Para Ver as Meninas" como a única faixa que destoava das demais de seu alinhamento. Encerra dizendo que, de modo geral, "Monte serve um banquete de iguarias substanciosas e de fácil digestão". Apesar de ter escrito que os vocais de Monte estavam melhores do que nunca e a produção do disco estava "impecável", na opinião de Fabiana Finco, jornalista do O Pioneiro, não "há muitos hits radiofônicos" no repertório do álbum a qual, embora seja "de primeira", não "alcança o de Cor-de-Rosa e Carvão".
Atribuindo três estrelas de cinco totais, Ronado Rodrigues, do Correio Braziliense, emitiu uma avaliação mista. Ele iniciou enaltecendo a contribuição da intérprete na obra, dizendo que ela se mostra "completamente à vontade com o ato da produção, evolvendo-se em todas as etapas. Esse controle garante o bom nível do produto final". O único problema, ao seu ver, "é que ela não conseguiu se provar tão boa criadora quanto intérprete", colocando "Não É Fácil" como um exemplo, de que "é cantada em versos que resvalam no óbvio das canções do amor". Além de classificar sua interpretação em "Para Ver as Meninas" como carente de emoção. Apesar disso, concluiu o comentário alegando que a cantora detinha uma "impecável técnica" e que, em Memórias, isso não era diferente. Com a mesma atribuição, Claudia Assef, da Folha de S.Paulo, também foi mais mista em sua crítica ao registro, ao qual definiu como "bom". Para ela, o problema estava nas parcerias que Monte se cercou para concebê-lo, citando a participação de Antunes em "Amor I Love You" como exemplo. Pedro Alexandre Sanches, da mesma publicação, realizou uma avaliação díspar, expressando que tendo Monte acostumado o Brasil a sua excelência artística, Memórias "cumpre à risca, oferecendo beleza à farta e esbanjando aprumo técnico". Porém, quando comparado à Cor-de-Rosa e Carvão, o autor nota que, enquanto nele a cantora "fixava uma metodologia e lipo-aspiração excessos anteriores, aqui xeroca a estratégia bem-sucedida [...] o novo CD é estruturalmente xifópago do anterior em escolhas estéticas, recortes, truques de atração. Algum problema? Não, a princípio, mas é bom assinalar que tal acomodação em artista tão jovem é ponto para o conservadorismo". Encerra expressando que Monte merecia ser cobrada pela alta qualidade artística que sempre entregava, embora ainda fosse cedo para concluir comodismo de sua parte.
O website estadunidense Wilson & Alroy's Record Reviews emitiu quatro estrelas de cinco ao produto e, ao avaliar a qualidade de suas faixas, foi misto; classificou "Não é Fácil" como "linda e sofisticada", "Cinco Minutos" de "viva e lânguida" mas "chatos" os arranjos de "Para Ver As Meninas". Dizendo, ainda, que Memórias é um disco de Monte "com melhor sonoridade até o momento, mesmo que algumas composições faltem profundidade". O resenhista da revista Istoé Gente, Ramiro Zwetsch notou falta de autenticidade no projeto, comentando que, primeira vez em sua carreira, Monte "desce um degrau", com um disco repleto de "letras de amor [que] tendem ao clichê" e que soam "previsíveis". Apesar disso, o editor continuou a crítica positivando alguns pontos; ele chamou "Para Ver As Meninas" e "Cinco Minutos" de "boas versões", "que confirmam a vocação da cantora em cantar pérolas do samba". Além de "O Que Me Importa", onde ela "mostra ser uma das poucas capazes de interpretar músicas que foram gravadas por Tim Maia". Esses, ao seu ver, são "méritos que Memórias reúne", "qualidades que Monte já mostrava nos quatro álbuns anteriores [mas qu]e representa[m] muito pouco para quem sempre subiu degraus na carreira". Leonardo Blaz, do Diário do Grande ABC, por sua vez, negativou completamente a obra. O autor a comparou à Com Você... Meu Mundo Ficaria Completo (1999), de Cássia Eller, em termos líricos mas não em produção, pois "Nando Reis, produtor e principal compositor do álbum de Cássia, revelou-se um autor bem mais elaborado que Monte". Blaz prezou algumas faixas como "Para Ver As Meninas" e "Gotas de Luar", elegendo-as como os momento em que a intérprete apresenta melhor sua extensão vocal; mas desprestigia outras, escrevendo que é "de imensa imbecilidade" a letra de "Gentileza" enquanto o arranjo de "O Que Me Importa" é "muito óbvio, com excesso de cordas". Por fim, concluiu que: "Memórias é um bom CD, mas inferior à obra anterior de Monte. Ao terminar de ouvi-lo, surge a pergunta: "Ela demorou quatro anos para fazer isso?".

### Reconhecimento
Em um ranking dos 100 melhores álbuns de 2000, elaborado pelos editores da Amazon, Memórias foi colocado no 93.º posto. O jornal francês Libération o elegeu um dos cinco melhores do ano no segmento "música do mundo". Em 2009, ao compilar "os 55 melhores discos pop nacionais", a MTV Brasil enumerou-o no décimo quinto lugar. Sua equipe editorial o considerou significativo no catálogo de Monte tanto por representar "uma sutil guinada em sua maneira de compor, principalmente pela adoção maior de elementos pop, internacionalizando sua música de uma maneira até então inédita", quanto por marcar sua "chegada à maturidade artística". A publicação Música instantânea colocou-o na posição de número 8 entre os 9 melhores álbuns da intérprete, com Cleber Facchi destacando que "nenhum disco solo dela foi tão executado quanto" este que "seria a fagulha criativa para o trabalho que seria desenvolvido posteriormente com os parceiros Antunes e Brown no Tribalistas". O conjunto, ainda, garantiu a Monte o troféu de Melhor Álbum e Melhor Cantora na oitava cerimônia do Prêmio Multishow de Música Brasileira. Durante a segunda edição do Grammy Latino, a obra faturou o troféu de Melhor Álbum de Pop Contemporâneo Brasileiro, marcando a primeira vitória da artista na premiação. "Amor I Love You" também foi indicada, concorrendo a Melhor Canção em Língua Portuguesa, mas perdeu para "Esperando na Janela", de Gilberto Gil.

## Promoção

### Ações de divulgação

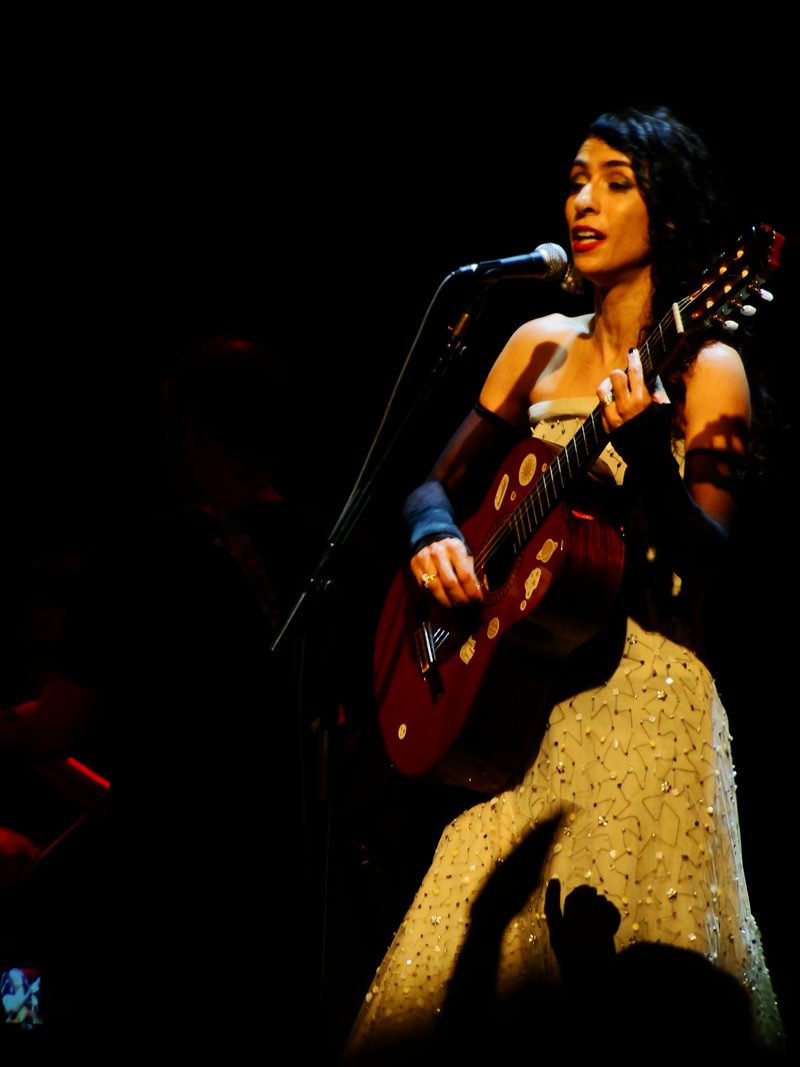
Monte apresentando "Não Vá Embora" na turnê Verdade, Uma Ilusão (2012).

Repetindo a postura adotada na maior parte de seus álbuns anteriores, Monte não promoveu Memórias, Crônicas e Declarações de Amor através de apresentações em programas de televisão. No entanto, em 18 de maio de 2000, ela pôde ser vista em uma edição do Central MTV, totalmente dedicada ao lançamento do disco, no qual foi entrevistada por Chris Nicklas. Mais tarde, ela apresentou-se no palco do MTV Video Music Brasil de 2000, realizado em 10 de agosto, onde deu voz à "Amor I Love You" e "Não Vai Embora". Uma das novas formas de divulgação utilizada foi o uso da Internet. A página oficial da artista passou por uma série de modificações tanto em termos de design gráfico quanto de funcionalidades; através do endereço, o público poderia deixar mensagens para ela e conhecer um pouco mais sobre sua vida pessoal. Sobre essa interatividade, Monte comentou: "Minha ideia é que o site seja uma espécie de jornal Marisa Monte, com informações direto da fonte, sem intermediários, sem que o leitor precise ler sobre mim nos jornais ou revistas". Ela, ainda, realizou uma entrevista coletiva com cerca de 100 jornalistas, via chat, para lançar Memórias e publicou a Rádio MM – semelhante a um podcast – comandando programas temáticos atualizados mensalmente.
Maior promoção a obra deu-se por meio da Turnê Memórias, que começou em 2 de junho de 2000 em Curitiba, Paraná no Teatro Guaíra, e terminou em 17 de setembro de 2001, na Praia de Ipanema, no Rio de Janeiro, passando por casas de espetáculos no Brasil, Estados Unidos e Europa totalizando 150 concertos. Com a cantora, viajavam nove músicos e uma estrutura de palco que incluía uma obra de arte de 8 metros de altura e 14 de largura —  intitulada Nave Show Esfinge Caranguejo, criada pelo artista plástico Ernesto Neto — e era realçada pelas projeções de luz elaboradas pelo britânico Patrick Woodroffe. O roteiro e a direção da turnê ficou totalmente a cargo da própria intérprete, juntamente com Cláudio Torres e Leonardo Neto Monte, enquanto o figurino foi assinado por Rita Murtinho, com a cantora se apresentando com três diferentes roupas em seu decorrer. Totalizando uma média de 1h30 de apresentação, o setlist, por sua vez, consistia em músicas de Memórias com algumas de seu catálogo anterior, além de versões cover de "Eu Te Amo, Te Amo, Te Amo", de Roberto Carlos, e "Ontem ao Luar", de Vicente Celestino, bem como às inéditas "A Sua" e "Palavras ao Vento"; esta última que ela compôs e Cássia Eller gravou. A digressão foi recebida com análises positivas de críticos de música e entretenimento, que a destacaram como a consolidação definitiva de Monte como uma artista popular e elogiaram a sua presença de palco; ao passo em que concorreu ao troféu de Melhor Show no Prêmio Multishow de Música Brasileira. As apresentações de 28 e 30 de julho de 2001 no ATL Hall, no Rio de Janeiro, foram gravadas para o registro oficial da turnê, que foi lançado fisicamente em dezembro do mesmo ano e tornou-se um sucesso de vendas, garantindo à Monte mais um certificado de diamante pela PMB.

### Singles
"Amor I Love You" foi lançado como o primeiro single de Memórias, Crônicas e Declarações de Amor em 11 de maio de 2000. No mesmo período, foi comercializado em formato CD single. Comercialmente, obteve êxito e tornou-se o maior sucesso do álbum e um dos maiores da carreira de Monte, alcançando a segunda colocação entre as dez mais executadas nas rádios do Brasil durante a semana de 18 de julho. Segundo a Crowley Broadcast Analysis — empresa que mede a audiência radiofônica do país — a canção esteve entre as três mais tocadas nas capitais de maio a novembro; consequentemente, converteu-se na segunda música mais reproduzida naquele ano, atrás somente de "Se Eu Não Te Amasse Tanto Assim" (2000), de Ivete Sangalo. À parte disso, integrou a trilha sonora da telenovela Laços de Família (2000), exibida pela Rede Globo, como tema dos personagens Cintia (Helena Ranaldi) e Pedro (José Mayer). Seu videoclipe correspondente foi dirigido por Breno Silveira e Lula Buarque de Holanda. Nele, a intérprete contracena com Antunes em cenas românticas que sugerem traições extraconjugais. O vídeo recria os cenários e costumes do século XIX para dar vida a um romance baseado em O Primo Basílio. A produção recebeu um total de oito indicações durante a sexta edição dos MTV Video Music Brasil, incluindo Videoclipe do Ano e Direção em Videoclipe; contudo só venceu uma delas, nomeadamente, Videoclipe de MPB. Já na oitava cerimônia do Prêmio Multishow de Música Brasileira, foi indicado em duas categorias — Melhor Clipe e Melhor Música —, mas não faturou nenhuma.
"O Que Me Importa" e "Gentileza" foram liberados na sequência como o segundo e terceiro foco de promoção do registro, com o primeiro sendo também disponibilizado em CD single. Apesar de não terem conseguido repetir o sucesso de seu antecessor nas paradas musicais, obtiveram vídeo musicais; O de "O Que Me Importa" foi dirigido por Cláudio Torres, Sérgio Meckler e Vicente Kubrusli. As cenas exibem fotografias inéditas feitas pela própria cantora que, até então, foram descartadas do projeto gráfico do disco como, por exemplo, o autorretrato de suas pernas entrelaçadas que representa um momento de intimidade dela mesma sem revelar a identidade de quem a acompanha na cama. Pela produção, Monte conquistou pelo segundo ano consecutivo o troféu de Videoclipe de MPB, na sétima edição dos MTV Video Music Brasil. Já no audiovisual de "Gentileza", ela assume o papel de uma cidadã comum que circula livremente pelas ruas do Rio de Janeiro, sem ser notada pelos transeuntes. Neste vídeo, a cantora aparece como coadjuvante enquanto o profeta Gentileza espalha suas mensagens de amor pela cidade.

## Alinhamento de faixas
| Memórias, Crônicas e Declarações de Amor |                       |                                        |         |  |
| N.º                                      | Título                | Compositor(es)                         | Duração |  |
| 1.                                       | "Amor I Love You"     | Marisa Monte · Carlinhos Brown         | 3:12    |  |
| 2.                                       | "Não Vá Embora"       | Monte · Arnaldo Antunes                | 3:37    |  |
| 3.                                       | "O Que Me Importa"    | José de Ribamar Cury Heluy             | 3:21    |  |
| 4.                                       | "Não É Fácil"         | Monte · Brown · Antunes                | 3:05    |  |
| 5.                                       | "Perdão Você"         | Brown · Alaim Tavares                  | 3:30    |  |
| 6.                                       | "Tema de Amor"        | Monte · Brown                          | 3:57    |  |
| 7.                                       | "Abololô"             | Monte · Lucas Santtana                 | 2:37    |  |
| 8.                                       | "Para Ver as Meninas" | Paulinho da Viola                      | 3:52    |  |
| 9.                                       | "Cinco Minutos"       | Jorge Ben Jor                          | 3:55    |  |
| 10.                                      | "Gentileza"           | Monte                                  | 2:47    |  |
| 11.                                      | "Água Também É Mar"   | Monte · Brown · Antunes                | 2:45    |  |
| 12.                                      | "Gotas de Luar"       | Nelson Cavaquinho · Guilherme de Brito | 1:52    |  |
| 13.                                      | "Sou Seu Sabiá"       | Caetano Veloso                         | 2:57    |  |
| Duração total:                           | Duração total:        | Duração total:                         | 41:27   |  |

## Equipe e colaboradores
Todo o processo de elaboração de Memórias, Crônicas e Declarações de Amor atribui os seguintes créditos:
Visuais e imagem
- Direção de arte: Giovanni Bianco, Emanuela Giobbi
- Arte gráfica: Adriana Trigona
- Fotos: Marisa Monte, Marcelo Olinto
- Texto do encarte: Fernando Caneca

Instrumentação
- Vocais: Marisa Monte (todas as faixas), Arnaldo Antunes (10), Juju Gomes (1), Kacau Gomes (1)
- Arranjo de cordas: Greg Cohen, Steve Barber (faixa 1, 6, 10)
- Baixo: Greg Cohen, Dadi Carvalho (faixa 9), Liminha (faixa 2, 4, 10), Melvin Gibbs (faixa 1, 3, 6)
- Arranjo de cordas: Steve Barber (1, 6, 10)
- Caixa: Trambique (faixa 8), Peu Meurrahy (faixas: 2, 5, 6)
- Repinique: Trambique (faixa 8)
- Cuíca: Trambique (faixa 8)
- Cavaquinho: Mauro Diniz (faixa 8)
- Violoncelo: Alan Stepansky (faixas 1, 6), Ilene Moon (faixas 3, 5, 12), Elizabeth Dyson (faixas: 3, 5, 12), Gene Moye  (faixas: 3, 5, 12), Jeanne Leblanc (faixas: 3, 5, 12), Mary Wooten (faixas: 3, 5, 12), Sara Sever (faixas: 3, 5, 12)
- Clarinete: David Maun (faixas: 6, 10)
- Flauta: David Maun (faixas: 6, 10), Lucas Santtana (faixas: 9)
- Bateria: Domenico Lancellotti (faixa 9), Joey Baron (faixa 12), Skoota Warner (faixa 13), Davi Moraes
- Pro Tools: Florência Saravia, Duda Silveira, Zé Nando
- Piano elétrico: Andres Levin (faixas 2, 4)
- Trompa: Greg Evans (faixas 1, 10), Phil Myers (faixas: 3, 12)
- Violão: Paulão 7 Cordas (faixa 8), Marisa Monte, Lucas Santtana (faixa 9), Marc Ribot (faixa 13, 12), Davi Moraes  1, 2, 5, 6, 9, 10, 11)
- Guitarra: Arto Lindsay (faixa 8), Romero Lubambo (faixa 11), Davi Moraes faixas 1, 2, 5, 6, 9, 10, 11)
- Bouzouki: Davi Moraes
- Sitar: Davi Moraes
- Teclados: Peter Scherer (faixas: 4, 8), Berna Ceppas (faixas: 1, 10), Alexandre Kassin (faixas: 1, 10), Mark Batson (faixas: 2, 3, 4, 6, 10)
- Percussão: Carlinhos Brown (faixas: 1, 2, 5, 6, 10), Ramiro Mussoto (faixa 9), Zé Carlos (faixa 5), Peu Meurrahy (faixas: 2, 5, 6), Alexandre Kassin (faixas: 1, 10)
- Surdo: Peu Meurrahy (faixas 2, 5, 6), Kabo Duca (faixas: 2, 6), Alexandre Guedes (faixas: 2, 6), Cara De Cobra (faixas: 2, 6)
- Piano: Mark Batson (faixas: 2, 3, 4, 6, 10)
- Orgão: Mark Batson (faixas: 2, 3, 4, 6, 10), Shelly Woodworth (faixas: 12)
- Ganzá: Jaguara (faixas: 8)
- Tamborim: Jaguara (faixas: 8)
- Trombone: Tim Newman (faixas: 1, 10)
- Trompete: Jon Nelson (faixas: 1, 10), Wayne Du Maine (faixas: 1, 10)
- Tuba: Ray Stewart (faixas: 1, 10)
- Viola: Robert Rinehart (faixas: 1, 6)
- Violino: Dan Reed (faixas: 3, 12), Fiona Simon (faixas: 3, 12), Laura Seaton (faixas: 3, 12), Lisa Kim (faixas: 3, 12), Sandra Park (faixas: 1, 3, 6, 12), Sharon Yamada (faixas: 1, 3, 6, 12)

Gestão e produção
- Produção: Arto Lindsay
- Programação: Berna Ceppas (faixas: 1, 10), Leonardo Netto, Kassin (faixas: 1, 10)
- Engenharia de som: Marcio Gama, Tim Latham, Tom Durak, Caleb Lambert
- Assistência de engenharia: Marcito Vianna, Reto Peter, Tom Schick, Duda Silveira
- Produção executiva: Leonardo Netto
- Assistência de produção musical: Suely Aguiar, Alessandra Barreto
- Masterização: Ted Jensen
- Mixagem: Patrick Dillett
- Roadie: Marcio Barros
- Gravação: Caleb Lambert, Tim Latham, Tom Durak, Caleb Lambert, Reto Peter, Marcito Vianna, Tom Schick, Patrick Dillett, Marcio Gama

## Desempenho comercial
No âmbito comercial, Memórias, Crônicas e Declarações de Amor tornou-se o maior sucesso da carreira solo de Monte. Na parada realizada pelo instituto Nelson Oliveira Pesquisa e Estudo de Mercado (NOPEM) e divulgada pelo O Globo — que monitorava os dez discos mais vendidos no Brasil —, o trabalho debutou na nona colocação em 30 de maio de 2000. Na semana seguinte, permaneceu na mesma posição. No entanto, foi deslocado para fora da tabela em sua quarta edição, onde só reapareceu em 20 de junho, ocupando o sexto lugar. Em pouco mais de um mês de disponibilidade, mais de 500 mil réplicas do produto já haviam sido comercializadas; feito este que foi considerado inédito para um disco de estúdio da artista até então. Na edição de 27 de junho figurou pela primeira vez entre as três primeiras colocações, embora tenha voltado a cair para o número sete na atualização seguinte. Após semanas de oscilação, em 22 de agosto, finalmente moveu-se para o ápice, após saltar seis posições na tabela.
Já na da parada Hits, que registrava os álbuns mais vendidos de São Paulo e Rio de Janeiro — e publicada pela IstoÉ Gente — o registo obteve, respectivamente, o terceiro e primeiro como melhor posição. De acordo com a Pro-Música Brasil (PMB), Memórias encerrou 2000 ocupando a 5.ª colocação entre os álbuns mais adquiridos no território. Até 13 de dezembro, mais de 980 mil réplicas já haviam sido adquiridas. Esse valor chegou a 1 milhão no começo de 2001 e, como reconhecimento, a PMB concedeu um certificado de diamante a gravação; com isso, tornou-se o primeiro disco da artista a atingir esse nível de certificação. O sucesso da obra surpreendeu os editores do CliqueMusic, que destacaram a proeza de Monte em conseguir se tornar popular sem utilizar de nenhuma das artimanhas comuns pelos demais artistas do país na época: "Sem aparecer nos programas de televisão, sem posar em seu jardim para revistas badaladas, sem se envolver em grandes polêmicas, Marisa consegue ser tão popular quanto Roberto Carlos, que tem quase 30 anos de estrelato, e Zezé Di Camargo e Luciano, a maior dupla arroz-de-festa do Brasil".
| País — Tabela musical (2000) | Posição de pico |
| ---------------------------- | --------------- |
| Brasil (NOPEM)               | 1               |

| País — Tabela musical (2000) | Posição |
| ---------------------------- | ------- |
| Brasil (Pro-Música Brasil)   | 5       |

| Região                                                                                             | Certificação | Unidades/Vendas |
| -------------------------------------------------------------------------------------------------- | ------------ | --------------- |
| Brasil (Pro-Música Brasil)                                                                         | Diamante     | 1 000 000       |
| *números de vendas baseados somente na certificação ^distribuições baseadas apenas na certificação |              |                 |